# ケロロRPG 騎士と武者と伝説の海賊
『ケロロRPG 騎士と武者と伝説の海賊』（ケロロアールピージー きしとむしゃとでんせつのかいぞく）は、2010年3月4日にバンダイナムコゲームスから発売されたニンテンドーDS用ロールプレイングゲーム。

## 概要
テレビアニメ『ケロロ軍曹』を原作としている。『テイルズ オブ』シリーズを製作してきたナムコ・テイルズスタジオが監修した作品であり、同シリーズの要素が多く取り入れられている。また、バンダイナムコゲームスや『テイルズ オブ』シリーズのキャラクターや技なども登場している。ちなみに冒険の舞台となるエリアは、コミックやアニメで登場した武者ケロ、ケロロパイレーツ、ケロロクエストからきている。正式ジャンル名は「仲間と共鳴するRPG」。

## ストーリー
ケロロは最近手に入れた古いゲーム機で遊んでいた。画面に出てきた指示に従うと、現れた城からモンスターが出てきてゲームが止まってしまう。それと同時に、奥東京市にそのゲームのモンスターが出現する。単身モンスターに立ち向かう夏美からなんとかするよう催促されたケロロは、クルルがゲームを調べて見つけたボタンを押す。するとゲーム機が目の前から消え、ケロロ達は日向家ごと異世界へと飛ばされてしまう。
クルルの分析により、ゲーム機は一種の転送装置と判断したケロロ小隊は、装置を探し出し元いた世界に戻るため、異世界を巡る旅に出る。

## システム
戦闘システム
『テイルズ オブ』シリーズのLMBSを採用しており、一度に戦闘に出せる人数は3人となっている。
コードネーム
『テイルズ オブ』シリーズにおける称号に相当する。付け替えることにより、ステータスが変化する。
コスプレ
コスチューム。コードネームの一種だが、手に入れると新たな技を覚える。また、このコードネームを付けていると移動中のグラフィック、及びコスプレに対応した技の発動時に該当するコスチュームに変化する。各自のコスプレについてはキャラクター紹介を参照。
ガーディアン
異世界におけるガンプラの呼称。作中では装備品として扱われ、ガーディアンスキルを習得できる。
サポートシステム
『テイルズ オブ ハーツ』に採用されているシステムに似たシステムでサブキャラクター達が戦闘時にサポート技を使用し援護する。また、条件次第では他のナムコゲームの登場人物（和田どん、クロノア、パックマン、王子、マッピー）を召喚する技も使えるようになる。
チャット
『テイルズ オブ』シリーズのフェイスチャットを採用しており、キャラクターの表情が変化する。

## 登場キャラクター

### ケロロ小隊
ケロロ軍曹
声 - 渡辺久美子
使用武器：剣（ビームサーベルのようなもの）
コスプレ：武者ケロロ、海賊王ケロロ、勇者ケロロ
超必殺技：F・K・S（ファイナル・ケロン・スター）
共演キャラ：『テイルズ オブ ヴェスペリア』のカロル・カペル
ケロロ小隊の隊長。剣だけでなく拳や錨で敵と戦う。水属性の技が多い。ステータスは普通。とくせいは運勢が末吉以上になるが、マップ上のトラップで受けるダメージが多い。ある条件を満たすとカロルの技を覚える（ただし、場合によって失敗することがある）。
タママ二等兵
声 - 小桜エツ子
使用武器：ナックル
コスプレ：足軽タママ、破壊王タママ、闘士タママ
超必殺技：超・嫉妬玉
共演キャラ：『テイルズ オブ イノセンス』のコーダ
ケロロ小隊の突撃兵。格闘技が多く、地属性の技が少ないが敵のステータスを変える魔法を覚える。ステータスはHPと攻撃力が高い。とくせいは戦闘で敵が食材を落とす確率が上がるが、獲得できるお金が少し減る。ある条件を満たすと『テイルズ オブ デスティニー』のマイティ・コングマンの技を覚える（これはタママの共演キャラであるコーダが非戦闘キャラであるため）。
ギロロ伍長
声 - 中田譲治
使用武器：銃
コスプレ：浪人ギロロ、砲撃王ギロロ、重戦士ギロロ
超必殺技:D（デンドロギロロ）・フルバースト
共演キャラ：『テイルズ オブ ジ アビス』のヴァン・グランツ
ケロロ小隊の機動歩兵。バズーカ砲やレーザーガン、火炎放射器等の銃器で戦う（ゲームの世界では現実世界の武器が使えないため、どこから出しているのかは不明）。火属性の技が多い。ステータスは防御力が高い。とくせいは戦闘でもらえる経験値が少し上がるが、味方の防御力が下がる。ある条件を満たすとヴァンの技を覚える。
クルル曹長
声 - 子安武人
使用武器：ディスク
コスプレ：藪医クルル、深海王クルル、奇術師クルル
超必殺技：クルル時空
共演キャラ：『テイルズ オブ ジ アビス』のジェイド・カーティス
ケロロ小隊の通信参謀。超音波でダメージを与える。小隊の中で唯一、全属性の魔法が使える。ステータスは攻撃力、防御力、素早さ共に高い。とくせいは隠されているアイテムの場所がわかるようになるが、マップ上での移動速度が下がる。ある条件を満たすとジェイドの技を覚える（晶術を唱える時のセリフも同じ）。
ドロロ兵長
声 - 草尾毅
使用武器：短刀
コスプレ：頭領ドロロ、空賊王ドロロ、暗殺者（アサシン）ドロロ
超必殺技：零次元斬
共演キャラ：『テイルズ オブ ファンタジア』のクレス・アルベイン
ケロロ小隊の暗殺兵。暗殺兵術（アサシンマジック）やドロロ忍法で戦う。風属性の技が多い。超必殺技を使用する時、白兵戦鬼式になる。ステータスは素早さが高い。とくせいは、マップ上での移動速度が上がるが、はさみうちの戦闘の発生率が上がってしまう。ある条件を満たすとクレスの技を覚える。

### 現実世界の人物
モア以外の人物はプロローグとエピローグで登場。モアはサポート要員としても出て来る。
日向夏美
声 - 斎藤千和
日向家の長女。パワードスーツを着用し、突然現れたモンスター達と戦う。
日向冬樹
声 - 桑島法子
日向家の長男であり、夏美の弟。エピローグで登場。
アンゴル＝モア
声 - 能登麻美子
アンゴル族の少女。ケロロたちと一緒に異世界に飛ばされており、今回はバックアップとして小隊をサポートする。
サポート技は得意技である「ハルマゲドン」。
ナレーター
声 - 藤原啓治
アニメでおなじみの語り人。今回もケロロたちに対して様々なツッコミを入れるほか、次に何をすればいいのかを教えてくれる。

### 魔王と妹たち
魔王達キャラの名前の由来は「遊びの四元素」からきている。アレア、イリンクス、ミミクリの三姉妹は魔王アゴン（ゲムム）が作りだしたもの。
魔王アゴン / ゲムム
声 - 置鮎龍太郎
ゲームの世界の魔王。一人称は「我」。その正体は、ケロロ小隊が地球にくる前に地球に潜伏していたケロン人・ゲムム。
アレア
声 - 阿澄佳奈
武者ケロエリアに登場する三姉妹の長女で山伏のような格好をしている。21歳。一人称は「私」。アゴンを「お兄さま」と呼んでいる。妹には「～ちゃん」と呼んでいる。のんびり屋だが、相手の運を自由自在に変える能力を持つ。三姉妹で唯一、攻撃・回復魔法が使える。サポート技は、光の雨を降らす「シャイニーレイン」。
イリンクス
声 - 豊崎愛生
海賊ケロエリアに登場する三姉妹の次女で船長のような格好をしている。17歳。一人称は「アタシ」。アゴンを「兄（あに）さま」と呼んでいる。海賊達を統べて神器を狙っている。海賊だが、カナヅチである。サポート技は、鞭を振り回す「ハードトランス」。
ミミクリ
声 - 戸松遥
騎士ケロエリアに登場する三姉妹の三女でワルキューレのような格好をしている。12歳。一人称は「ボク」。アゴンを「お兄ちゃん」と呼んでいる。わがままな性格だが三姉妹の中で一番強い。サポート技は、敵を投げ飛ばす「マジカルフライト」。

### ケロロ小隊の協力者
キャプテン・フロッグ
声 - 竹本英史
海賊ケロエリアで遭難したケロロ達を助けてくれた海の男。海の無法を許さない律儀な男でケロロたちの冒険を助けてくれる。しかし多額の借金を背負っており、やや間の抜けた面がある。
サポート技はネット弾で敵の動きを止める「B・シュート」。
山神さま
声 - 永井幸子
武者ケロエリアにある伝説の装備である神器を守っている人物。本名は「山神カワヅヒコ」。幼い見た目だが実際はかなりの年齢で、神様らしく呪いを解いてもらえる。
サポート技は全員のHPを大幅に回復させる「てんちしんめい」。
レイン
声 - 緑川光
騎士ケロエリアのとある国で王女を守る近衛騎士。剣の腕は確かで言葉を話す剣「ケルロス（声 - 置鮎龍太郎）」を持つ。性格はかなりの自信家。密かにサマーに想いを寄せている。容姿や性格、ケルロスとのやりとりはあるキャラクターを彷彿とさせる。
サポート技は滑空しつつ前方広範囲を斬り抜く「ストームダンス」。

### そっくりなキャラクター
ゲーム中に登場する主要キャラのそっくりさん達。モアのそっくりさん3人以外は話が進むにつれて、サポートキャラクターとしてケロロ小隊のことを手伝ってくれる。
もあ乃（もあの）
声 - 能登麻美子
武者ケロエリアにいるモアにそっくりな行商人。モンスターに襲われたところをケロロ小隊に助けられ、旅の手助けをしてくれる。
モアーナ
声 - 能登麻美子
海賊ケロエリアにいるモアにそっくりな水の都の商人。オリジナルと比べるとツンデレ気質である。キャプテン・フロッグの船を返す交換条件としてケロロ小隊に依頼を持ちかける。
モアンヌ
声 - 能登麻美子
騎士ケロエリアにいるモアにそっくりな流浪の民。キャラバンにある自分のテントにケロロ小隊を泊めてくれる。
お雪（おゆき）
声 - 広橋涼
武者ケロエリアにいる小雪のそっくりさん。山神の花嫁に選ばれているが、その正体は忍びの里のくノ一。
サポート技はお札で攻撃する「こうばくふ」。
参之丞（さんのじょう）
声 - 石田彰
武者ケロエリアにいるサブローのそっくりさん。イカサマが趣味の絵師としてケロロ小隊の前に現れるがその正体は城下町の若様（人々の暮らしを見る為、長屋に住んでいる）。一人称は｢俺」（跡を継いだ後は「私」になる）。
サポート技はサイコロを振りその目に応じた効果を与える「てんちさい」。
モモエル
声 - 池澤春菜
海賊ケロエリアにいる桃華そっくりの人魚族のお姫様（セイレーンの一種）。歌声は船乗りたちを惑わす為、入り江に結界を張っている。桃華と同じく二重人格者でヴィンターのことが好き。
サポート技は人魚の歌でメンバーのHPを回復させる「ヒールリリック」。
ヴィンター
声 - 桑島法子
海賊ケロエリアにいる冬樹のそっくりさん。冬樹同様オカルト好き。海で遭難していたところをキャプテンに助けられた。知識豊富で若いながら海賊船で旅をしている。
サポート技は応援で味方のBPを回復させる「ガンバレー！」。
サマー
声 - 斎藤千和
騎士ケロエリアにいる夏美のそっくりさん。騎士エリアの大国の王女で勝気で勇ましく、自ら剣を取って戦う勇気と実力の持ち主。
サポート技は炎を纏った強力な斬撃を放つ「ブレイズエッジ」。

### その他のキャラクター
ミニゲーム「ケロカバトル」に登場する。本人であるが、どうやってゲームの世界に来たのかは不明である。
ダソヌ☆マソ
クルルのマブダチ。ケロカバトル四天王として登場。
556
ケロロの幼馴染。妹のラビーと一緒にいる。ケロカバトル四天王として登場。
プルル看護長
ケロロ、ギロロ、ドロロの幼馴染でありガルル小隊の一員。ケロカバトル四天王として登場。
ガルル中尉
ギロロの兄であり、ガルル小隊の隊長。ケロカバトル四天王として登場。
アリサ＝サザンクロス
闇の者を狩るダークハンター。最強のケロカバトラーとして登場しており、勝利すると最強のカードがもらえる。

## 世界設定
ケロロ達が飛ばされた異世界・トリニティアは、文明が異なる3つのエリアに分かれており、各エリアには魔王の妹が1人ずつ存在する。また、この世界ではケロロ達が所有していた武器が使えず、現地で調達するしかない。
武者ケロエリア
ケロロたちは、武者ケロのときのような装備で戦う。コスプレ技は漢字になっている（例 げんげつが⇒弦月牙）。
海賊ケロエリア
ケロロたちは、ケロロパイレーツのときのような装備で戦う。コスプレ技はアルファベットの頭文字と英語になっている（例 Ｊ・アンカー⇒ジャッジメント・アンカー）。
騎士ケロエリア
ケロロたちは、ケロロクエスト（第1弾 - 第2弾）のときのような装備で戦う。コスプレ技は漢字で振り仮名が英語になっている（例 クロスエッジ⇒十文字斬り）。
モーイヤ坑道
ゲームクリア後に通れる坑道。ここでは5人の冒険者がおり、ある条件を満たすとケロロたちが特別な技を覚える。また、過去に登場したテイルズ オブ シリーズの武器がある。
イースター島
「ケパロウのちず」の暗号を解くと出現する島。ここには、ケロロ達の武器と、それを守るモンスターがいる。

## 開発
爽快感のあるリニアモーションバトルシステム (LMBS) は小学生や中学生にピッタリであると考えられ、さらにLMBSを子供たちに知ってほしいという思いと、『ケロロ軍曹』の本格的なRPGを制作したいという思いから本作は制作された。企画監修とBGM作成はナムコ・テイルズスタジオが担当。プロデューサーは『テイルズ オブ バーサス』や『テイルズ オブ ザ ワールド レディアント マイソロジー』シリーズを手掛けた大舘隆司。

## プロモーション
予約特典として、ケロロ小隊のメンバーと同じ声優の『テイルズ オブ』シリーズのキャラクターが共演したクリアファイルが付属した。イラストはテイルズ オブ シリーズのアニメーションムービーを制作しているProduction I.Gによる。